# スパーリング
スパーリング（英: Sparring）は、格闘技における実戦形式や試合形式、またはそれに近い形の練習。スパーと略されることもある。

## 目的
スパーリングは基礎の肉体鍛錬や応用の身体操作ではなく、対人的な技術を磨くための模擬戦である。本番さながらの内容で行われることが多く、デビュー戦やタイトルマッチを控えた選手が仮想の相手と対戦する。ただし、本番では観客の声援が飛び交うなど本番ならではの雰囲気が漂っており、対戦相手も気合が入っているため、スパーリングでできた動きが本番の試合ではまったくできないといった事態になることも珍しくない。

## スパーリングパートナー
スパーリングをしてもらう相手のことをスパーリングパートナーという。一般により格上の者やより強い者とする方が上達が早いので、スパーリングパートナーは重要である。

## 各格闘技でのスパーリング
一般的に、打撃の有無でスパーリングの難しさが格段に異なる。ボクシングをはじめとする打撃系の格闘技であれば、ハイレベルなプロでさえも、試合前などを除き、全力を出して戦いあうスパーリングを行うことは珍しい。一方、柔道や柔術などの組技系の競技では、趣味レベルのものでも日ごろから全力のスパーリングが行われている。
全力を出さず、軽く行うスパーリングもあり、打撃系であれば打撃を当てないスパーリングをマススパーリング、軽く当てるものをライトスパーリングなどと呼称する。打撃系の競技は日ごろはこのマススパーリングやライトスパーリングを行っている。日本武道系の格闘技であれば、スパーリングのことを別の伝統的用語で表すことがある。柔道や一部の合気道では乱捕りと呼ばれ、空手では自由組み手と呼ばれることもある。

### ボクシング
通常はヘッドギアを着用し、ボディを保護するプロテクターを着用する場合もある。Tシャツなど服を着ることも多い。力量差がある場合、階級の違う選手同士になることもある。非常に実践的で効果が上がる練習方法として知られており、一例を挙げると、日本人として初のミドル級でWBAのチャンピオンになった竹原慎二がなぜ日本人初となったかというと、それまでもいい選手はいたもののスパーリングパートナーの不足による決定的な練習不足の差であるといっている。竹原自身は、当時協栄ボクシングジムに所属していたソウルオリンピックライトウェルター級金メダリストヴィアチェスラフ・ヤノフスキーの打たせないで打つボクシングスタイルにだいぶ勉強させられたという。
ボクシングの試合・スパーリングを挑んだり、実際に対戦したりしても「スポーツや格闘技である以上」は、それが違法性阻却事由となり、決闘罪は成立し得ない。詳細は決闘罪ニ関スル件を参照。
プロの場合、ボクシング興行の一部としてスパーリングを公開形式で行う場合もある（エキシビション#ボクシングも参照）。ただし、日本ボクシングコミッション (JBC) では、公開スパーリングは6ラウンド以内で行うと定められているうえ、使用するボクシンググローブも試合用のものは使えず、練習用の重めのものを使うと定められている。

### 合気道
合気道の主な流派は、スパーリングを行わない。いくつかの限られた流派が行うのみである。
一方、合気道にはスパーリングと型稽古の中間とも言える自由技というものが存在する。合気道の技が基本的に返し技という形態をとることを前提とし、技をかける方（取りという）、かけられる方（受けという）をあらかじめ定め、かけられる方が最初に行う攻撃法を限定（設定）しておくのに対し、技をかけるほうがそのときの判断で各種技をかけるというものである。受けは、技をある程度かけられるように動くという合気道の暗黙の了解は自由技にも存在する。行う技が決まっていないという点で型稽古と異なるが、取り受けが決定している点、暗黙の了解がある点で、スパーリングとも異なる。演武で行っているのは、ほとんどがこの自由技である。合気道のごく一部の流派では、この自由技を乱捕りと表現することがあり、それが合気道でもスパーリングを一般的に行っているという混乱の元となっている。

### 相撲
相撲においては、「申し合い」「三番稽古」と呼ばれる実戦形式の稽古がスパーリングに当たる。いずれも土俵の上で実際に取り組みを行うが、申し合いは勝ち残り方式で、勝負がついた後に土俵を囲んでいる力士から勝った力士が次の相手を指名する。一方、三番稽古は同じ力士が何度も取り組む（三番とは決まっていない）。本場所の取り組みのように土俵際で過度に粘ったりすることは少ないものの、基本的には全力で行われるため、運動量は非常に大きい。

## 注意点
スパーリングでも、一歩間違えば選手の死亡につながることがある。